# 酒窖 (加利福尼亞州)
酒窖（英語：Bodega）是位於美國加利福尼亞州索諾馬縣的一個人口普查指定地區。

## 地理
酒窖的座標為38°20′43″N 122°58′26″W / 38.34528°N 122.97389°W，而該地最高點為海拔高度36米（即118英尺）。

## 人口
根據2010年美國人口普查的數據，酒窖的面積為7.52平方千米，當中陸地面積為7.52平方千米，而水域面積為0.00平方千米。當地共有人口220人，而人口密度為每平方千米29人。